# De onzichtbare man
De onzichtbare man (originele titel The Invisible Man) is een sciencefictionroman uit 1897, geschreven door de Britse auteur H.G. Wells. Het verhaal werd voor het eerst gepubliceerd in Pearson's Magazine, en kort hierna uitgebracht in boekvorm.

## Inhoud
Het verhaal begint in het Engelse dorpje Iping, in West Sussex, waar verbazing en angst de bevolking in hun greep houden door de komst van een mysterieuze vreemdeling. De vreemdeling draagt een lange dikke jas en handschoenen. Zijn gezicht is geheel in verband gewikkeld en voorzien van een grote bril die zijn ogen geheel bedekt. De vreemdeling is totaal niet spraakzaam, en wil enkel met rust gelaten worden. Hij vestigt zich in de herberg van mevrouw Hall, waar hij vrijwel de hele tijd in zijn kamer bezig is met chemicaliën en laboratoriumapparatuur.
Ondertussen vinden er in het dorp een reeks vreemde overvallen plaats waarbij ooggetuigen steeds beweren niemand te hebben gezien. Op een dag besluit de herbergier de kamer van de vreemde man te onderzoeken. Op de grond vindt hij een stapel kleren, maar van de man zelf ontbreekt ieder spoor. Dan lijkt opeens het meubilair in de kamer tot leven te komen. De beddenlakens vliegen blijkbaar vanzelf van het bed, en duwen de herbergier de kamer uit. Later die dag confronteert mevrouw Hall de vreemdeling over dit voorval. De vreemdeling onthult aan haar eindelijk zijn geheim: hij is onzichtbaar. Hij ontdoet zijn gezicht van het verband, en Hall ziet dat zijn hoofd inderdaad onzichtbaar is. Ze vlucht in paniek weg. De politie arriveert om de man te arresteren, maar hij trekt snel zijn kleren uit en gebruikt zijn onzichtbaarheid om te ontsnappen.
De onzichtbare man vlucht het dorp uit, waar hij een zwerver genaamd Thomas Marvel de stuipen op het lijf jaagt. Hij dwingt Thomas door middel van intimidatie om zijn handlanger te worden. Thomas moet voor de onzichtbare man zijn boeken en apparatuur uit de herberg halen. Thomas doet dit, maar probeert naderhand de onzichtbare man te verraden aan de politie. De onzichtbare man vlucht, en dreigt Thomas te zullen vermoorden voor zijn verraad.
De onzichtbare man dringt binnen in de herberg waar Thomas is, maar hij wordt gehoord door een andere man. Deze opent het vuur en slaagt erin de onzichtbare man te treffen. De onzichtbare man vlucht lichtgewond weg, en zoekt een schuilplaats in het huis van Dr. Kemp. De onzichtbare man blijkt Kemp goed te kennen, en onthult aan hem zijn geschiedenis. Zijn naam is Griffin. Hij was een briljante medische student die aan dezelfde universiteit studeerde als Kemp. Nadat hij de universiteit had verlaten, was hij failliet en erop gebrand om iets groots te bereiken wat hem in een klap beroemd zou maken. Hij begon te werken aan een experiment om mensen en voorwerpen onzichtbaar te maken. Zijn theorie hierachter was dat als hij de brekingsindex van een voorwerp kon aanpassen aan die van de lucht zodat dit voorwerp geen licht meer zou absorberen of terugkaatsen, het voorwerp voor het blote oog onzichtbaar zou worden. Griffin gebruikte de kat van zijn buurvrouw als proefdier, en het werkte. De vrouw waarschuwde echter Griffins huisbaas. Om aan hem te ontkomen gebruikte Griffin het onzichtbaarheidsproces op zichzelf. Als onzichtbare man kreeg Griffin al snel een gevoel onoverwinnelijk te zijn, maar dat gevoel verdween toen hij besefte hoe lastig het was om onzichtbaar te zijn. Hij stal wat kleren, en probeerde zichzelf terug te veranderen. Elke poging mislukte. Zijn toestand dreef hem langzaam tot waanzin.
Griffin vertelt Kemp ten slotte dat hij besloten heeft zijn onzichtbaarheid te gaan gebruiken om alles en iedereen te terroriseren. Kemp beseft dat Griffin duidelijk gestoord is, en wil hem tegenhouden. Hij schrijft een brief aan een kolonel, en biedt aan zichzelf als lokaas te gebruiken om Griffin in de val te lokken. De brief wordt door Griffin onderschept. Daarna gaat Griffin achter Kemp aan. Kemp blijft kalm, en lokt Griffin naar de stad waar hij een arbeider waarschuwt dat Griffin eraan komt. Wanneer Griffin Kemp tegen de grond gooit, slaat de arbeider hem neer met een spade. Vervolgens stort een woedende menigte zich op Griffin, en begint op hem in te slaan. Kemp probeert de situatie te bedaren, maar tevergeefs. Wanneer de menigte eindelijk ophoudt, is Griffin dusdanig gewond geraakt dat hij ter plekke aan zijn verwondingen sterft. Terwijl hij zijn laatste adem uitblaast, wordt hij eindelijk weer zichtbaar.

## Bewerkingen

### Films
- The Invisible Man, een film uit 1933 geregisseerd door James Whale. De film bracht een groot aantal vervolgen en spin-offs met zich mee: The Invisible Man Returns (1940), The Invisible Woman (1940), Invisible Agent (1942), The Invisible Man's Revenge (1944), en Abbott and Costello Meet the Invisible Man (1951).
- Tomei Ningen, een Japanse film uit 1954 gemaakt door Toho.
- The New Invisible Man, een Mexicaanse film uit 1957.
- Invisible Woman, een televisiefilm uit 1983.
- Человек-невидимка,  (Uitspraak: Chelovek-nevidimka; vertaling: De onzichtbare man), Russische film uit 1984.
- Hollow Man, een film uit 2000.
- The League of Extraordinary Gentlemen, een avontuurlijke film uit 2003
- The Invisible Man (2020), een thriller die zich bedient van de nieuwste technologie.

### Televisie
- The Invisible Man (televisieserie uit 1958), de eerste serie, gepubliceerd door ITC Entertainment.
- The Invisible Man (televisieserie uit 1975).
- Gemini Man, een serie uit 1976.
- The Invisible Man (miniserie), een zesdelige miniserie uit 1984, gebaseerd op het originele verhaal.
- The Invisible Man (televisieserie uit 2000), een moderne bewerking van Wells’ verhaal.
- The Invisible Man (televisieserie uit 2006), een dramaserie.

### Overig
- De onzichtbare man is een personage in de stripserie The League of Extraordinary Gentlemen. Hij komt tevens voor in de filmversie, maar draagt hierin de naam Rodney Skinner.